# イスラエルの東エルサレム併合
イスラエルの東エルサレム併合（イスラエルのひがしエルサレムへいごう）は、イスラエルが1967年の第三次中東戦争において東エルサレムを占領・併合したことを指す。イスラエル側ではエルサレム再統一と呼ばれている。
1947年のパレスチナ分割決議においてエルサレムを独立した国際都市とする構想が存在したが、イスラエル独立宣言と第一次中東戦争を経て分割され、1949年の休戦協定により、西エルサレムをイスラエルが、旧市街を含む東エルサレムをヨルダンが支配することになった。1950年には、ヨルダンは西岸地区併合の一環として東エルサレムを併合した。
イスラエルは第三次中東戦争で東エルサレムを占領して以降、エルサレム全域を支配している。イスラエルではエルサレム再統一を記念したエルサレムの日が存在し、祝日となっている。1980年7月にはクネセトがイスラエルの基本法の一部としてエルサレム基本法を可決し、統一エルサレムをイスラエルの首都と宣言し、実質的な併合を正式なものとした。国際連合安全保障理事会は決議478を採択しエルサレム基本法を無効とした。

## 背景
ヨルダンとアラブ側はエルサレムを特別な都市（コーパス・セパラタム）とするパレスチナ分割決議を拒否し、旧委任統治領パレスチナに侵攻し、1949年の休戦協定によりエルサレム旧市街とスコーパス山を除く東エルサレムを支配下に置いたが、西エルサレムとイスラエルを制圧することは出来なかった。エルサレムは休戦ラインで分割され、東エルサレムは1950年にヨルダンに併合された。その後、エルサレムは1967年の第三次中東戦争まで分割されたままだった。
1967年6月5日のヨルダン戦役において、ヨルダン軍はイスラエルへの砲撃を開始した。イスラエルで対応を決めるべく内閣が招集されると、イーガル・アロンとメナヘム・ベギンが旧市街を占領する機会だと主張したが、レヴィ・エシュコルはモーシェ・ダヤンとイツハク・ラビンに相談するまで決定を先送りにした。6月5日の午後遅く、イスラエル軍はエルサレム包囲への攻勢を開始し、翌日まで続いた。6月7日には激しい戦闘が起こった。ダヤンは軍に旧市街への進出を禁じたが、国際連合が休戦を宣言しようとしていると聞いて翻意し、内閣の認可がないまま占領することを決めた。

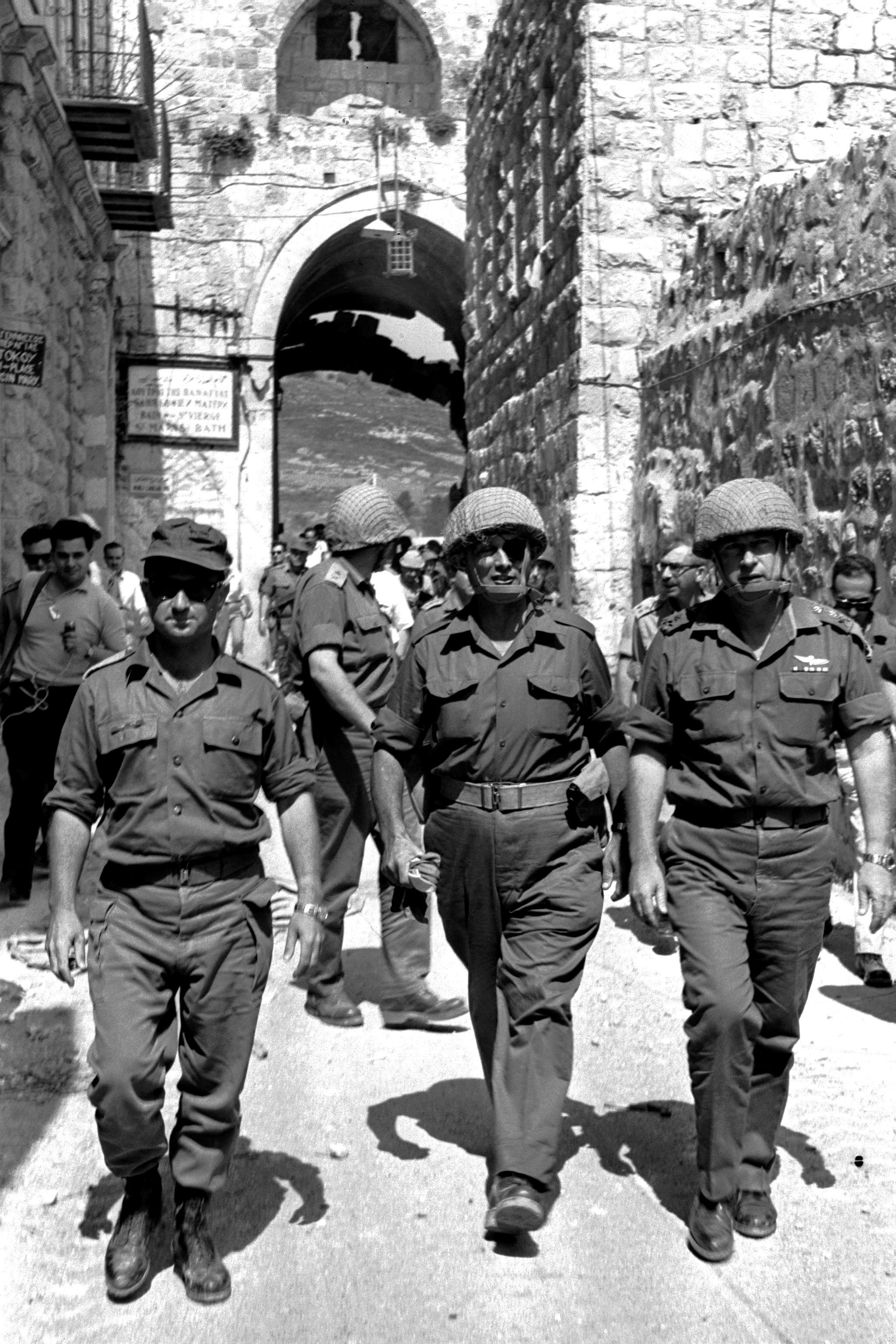
第三次中東戦争においてエルサレム旧市街の入口に立つイツハク・ラビンとモーシェ・ダヤン、 ウジ・ナルキス

## 事実上の併合
1967年6月27日、イスラエルは西エルサレムの境界を拡大し、西岸地区およそ70平方キロメートルが含まれるようになった。これにはヨルダン領東エルサレム（6平方キロメートル）とベツレヘム、ベイト・ジャラなど（64平方キロメートル）を含む。イスラエル政府は占領後の併合を確立するための法的措置を可決した。
イスラエルの法律を東エルサレムに適用させても併合にはならないという主張はイスラエル最高裁判所により却下された。
1980年7月30日、クネセトは統一エルサレムを不可分・永遠の首都とするエルサレム基本法を正式に可決した。

## 影響
ヨルダンの支配下では、ユダヤ人はヨルダン領西岸地区の一部として統治されていたエルサレム市内で生活することを許されず、キリスト教徒の人口は25000人から9000人まで激減した。
エルサレムの統一後まもなく、あらゆる信仰の自由が回復され、1948年以前は嘆きの壁に沿った120平方メートルの狭い路地が非公式にユダヤ人の祈りの場として使われていたのが、2400平方メートルに拡張され、嘆きの壁広場は20000平方メートルを占めるようになった。ムグラビ地区は広場の拡張のために取り壊された。その後、ヨルダンの支配下で破壊されたフルヴァシナゴーグを含むシナゴーグが再建された。
ナフマン・アビガドの指揮下で、大部分が瓦礫に埋もれていた旧市街のユダヤ人街区が再建前に発掘された。ユダヤ人街区が完全に再建されたことで、都市計画において事実上の白紙状態になった。エルサレム再統一は毎年のエルサレムの日で祝われ、2017年には再統一50周年を記念する特別な祝賀会が開かれた。

## 国際社会の反応
国際連合総会は決議2253（1967年7月4日）と2254（7月14日）を採択し、東エルサレムにおけるイスラエルの行動を違法とみなし、イスラエルに対して行動を止め、特にエルサレムの性格を変えないように要求した。1968年5月21日には、国際連合安全保障理事会が決議252を採択し、総会決議2253と2254に違反するイスラエルの法的および行政的な措置を無効とし、イスラエルに対して撤回するように要求した。
1967年以降の国際連合による批判には、安保理決議252、267（1969年）、298（1971年）、エルサレムの性格の変化に対して遺憾の意を表した決議476（1980年）に加え、国際連合の加盟国に対して外交使節団をエルサレムから撤退させるように要求した決議478（1980年）が含まれる。また、決議478では、イスラエルでエルサレムの地位の変更を宣言する法律が制定されたことを「最も強い言葉で」非難した一方で、2016年に採択された決議2334では、東エルサレムを含むイスラエルの占領地におけるすべてのユダヤ人入植地を非難した。